# Rezonantni trans-neptunski objekt
Rezonantni trans-neptunski objekt (eng., resonant trans-Neptunian object), trans-neptunski objekti (TNO) u orbitalnoj rezonanci s Neptunom. Orbitalni periodi rezonantnih objekata nalaze se u jednostavnim odnosima cijelog broja s periodom Neptuna, na primjer, 1:2, 2:3 itd. Mogu biti dijelom glavnine populacije Kuiperovog pojasa ili udaljenijeg raspršenog diska.